# Вегетативен орган
Вегетативните органи на растенията са коренът, стъблата и листата. Те играят основна роля в поддържането на жизнеспособността на растението (напр. фотосинтеза), докато другите органи — цветове, семена и плодове имат отношение към размножаването на растението. В случаите на безполово (вегетативно) размножаване обаче вегетативните органи са тези които създават следващото поколение. Тези органи имат много и различни жизненоважни за растението функции. 